# حيد ظهر الخنزير

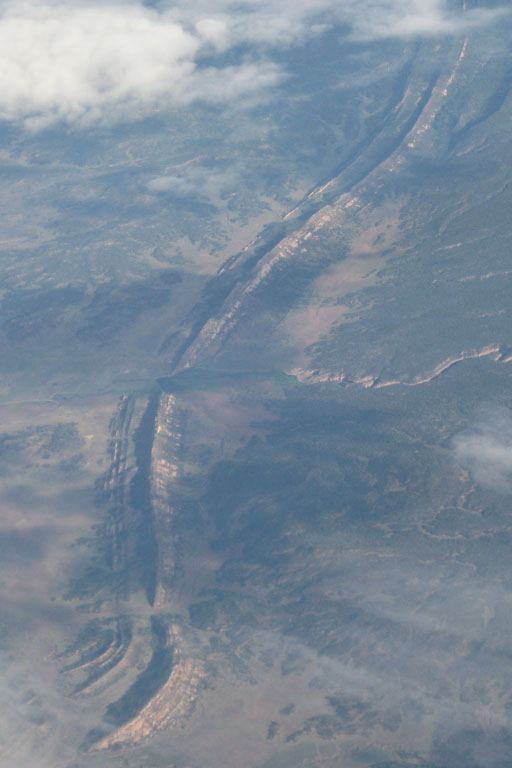
عرض لصورة مائلة ملتقطة من أعلى حيد ظهر خنزير بين غالوب وراماه غرب نيو ميكسيكو.

حَيْد ظهر الخنزير والجمع أحياد وحُيُود. هو جرف من الأرض ينشأ في الطبقات ذوات الميل الشديد فيكون جانب المنحدر الميل مساويًا تقريبًا لجانب الجرف مكونًا حيدًا يشبه ظهر الخنزير.